# Persone di nome Cristoforo
| Questa pagina contiene informazioni ricavate automaticamente dalle voci biografiche con l'ausilio del template Bio e di un bot. L'aggiornamento è periodico e automatico e ricostruisce completamente la pagina. Se manca una persona in questa lista, sei pregato di non aggiungerla, ma accertati piuttosto che la sua voce biografica contenga il template Bio e che i dati anagrafici siano correttamente compilati. Se il template Bio manca, inseriscilo tu stesso o, in alternativa, metti l'avviso {{tmp\|Bio}} che ne segnala la mancanza. Se i dati riportati sono sbagliati, correggi direttamente la voce biografica; le modifiche saranno visibili in questa lista entro pochi giorni. Per chiarimenti vedi il progetto antroponimi. La lista contiene solo le 157 persone che sono citate nell'enciclopedia e per le quali è stato implementato correttamente il template Bio. Pagina aggiornata al 22 giu 2025. |

Questa è una lista di persone presenti nell'enciclopedia che hanno il nome Cristoforo, suddivise per attività principale.

## Allenatori di pallacanestro(1)
- Cristoforo Monaco, allenatore di pallacanestro italiano (Trapani, n. 1953)

## Ammiragli(1)
- Cristoforo Canal, ammiraglio italiano (Venezia, n. 1510 - Corfù, † 1562)

## Architetti(5)
- Cristoforo Benedetti, architetto e scultore italiano (Castione, n. 1657 - Castione, † 1740)
- Luigi Canonica, architetto e urbanista svizzero (Tesserete, n. 1762 - Milano, † 1844)
- Cristoforo Foschi, architetto italiano (Mombaroccio - Fano, † 1464)
- Cristoforo Pinto, architetto italiano (Gioia del Colle, n. 1837 - Milano, † 1915)
- Cristoforo Schor, architetto, ingegnere e scenografo italiano (Roma - Napoli, † 1725)

## Arcivescovi(1)
- Cristoforo I di Alessandria, arcivescovo egiziano († 841)

## Arcivescovi cattolici(1)
- Cristoforo Boncompagni, arcivescovo cattolico italiano (Bologna, n. 1537 - Ravenna, † 1603)

## Armatori(1)
- Cristoforo Gopcevich, armatore austriaco (Castelnuovo, n. 1765 - Trieste)

## Artisti(2)
- Cristoforo Prestinari, artista italiano (Claino - Milano, † 1623)
- Cristoforo Žefarović, artista e scrittore bulgaro (Dojran, n. 1690 - Mosca, † 1753)

## Avvocati(2)
- Cristoforo Astengo, avvocato e partigiano italiano (Savona, n. 1885 - Savona, † 1943)
- Cristoforo Riva, avvocato, politico e nobile italiano (Milano, n. 1771 - Galbiate)

## Banchieri(1)
- Cristoforo Taverna, banchiere italiano

## Bibliotecari(1)
- Cristoforo Poggiali, bibliotecario e presbitero italiano (Piacenza, n. 1721 - Piacenza, † 1811)

## Calciatori(1)
- Cristoforo Bignamini, calciatore italiano

## Cardinali(9)
- Cristoforo, cardinale italiano (Roma - Roma, † 904)
- Cristoforo Giacobazzi, cardinale e vescovo cattolico italiano (Roma, n. 1499 - Perugia, † 1540)
- Cristoforo Guidalotti Ciocchi del Monte, cardinale e vescovo italiano (Arezzo, n. 1484 - Sant'Angelo in Vado, † 1564)
- Cristoforo Madruzzo, cardinale italiano (Castel Madruzzo, n. 1512 - Tivoli, † 1578)
- Cristoforo Maroni, cardinale e vescovo cattolico italiano (Roma - Roma, † 1404)
- Cristoforo Migazzi, cardinale e arcivescovo cattolico italiano (Trento, n. 1714 - Vienna, † 1803)
- Cristoforo Numai da Forlì, cardinale e vescovo cattolico italiano (Forlì - Ancona, † 1528)
- Cristoforo Widmann, cardinale italiano (Venezia, n. 1617 - San Martino al Cimino, † 1660)
- Cristoforo della Rovere, cardinale e arcivescovo cattolico italiano (Vinovo, n. 1434 - Roma, † 1478)

## Cartografi(1)
- Cristoforo Sorte, cartografo italiano (Verona, n. 1510 - † 1595)

## Compositori(2)
- Cristoforo Caresana, compositore, organista e tenore italiano (Venezia - Napoli, † 1709)
- Cristoforo Manna, compositore italiano (Napoli, n. 1704 - Napoli)

## Condottieri(2)
- Cristoforo Pallavicino, condottiero italiano (Busseto - Milano, † 1521)
- Cristoforo da Gama, condottiero e esploratore portoghese (Évora, n. 1515 - Uoflà, † 1542)

## Cuochi(1)
- Cristoforo di Messisbugo, cuoco italiano (Ferrara, † 1548)

## Diplomatici(2)
- Cristoforo Fracassi Ratti Mentone di Torre Rossano, diplomatico italiano (Roma, n. 1900 - † 1975)
- Cristoforo Lanfranchini, diplomatico e politico italiano (Verona, n. 1430 - † 1504)

## Dogi(2)
- Cristoforo Grimaldi Rosso, doge (Genova, n. 1480 - Genova, † 1563)
- Cristoforo Moro, doge (Venezia, n. 1390 - Venezia, † 1471)

## Drammaturghi(1)
- Cristoforo Castelletti, drammaturgo e poeta italiano (Roma - Roma, † 1596)

## Funzionari(2)
- Cristoforo Fabretti, funzionario e criminale italiano (Fiume Veneto - Ferrara, † 1575)
- Cristoforo Ricci, funzionario e politico italiano (Circello, n. 1921 - Telese Terme, † 1983)

## Generali(2)
- Cristoforo Burgaris, generale bizantino
- Cristoforo, generale bizantino

## Geografi(1)
- Cristoforo Buondelmonti, geografo e monaco cristiano italiano (n. 1386)

## Gesuiti(2)
- Cristoforo Borri, gesuita, astronomo e matematico italiano (Corbetta, n. 1583 - Roma, † 1632)
- Cristoforo Clavio, gesuita, matematico e astronomo tedesco (Bamberga, n. 1538 - Roma, † 1612)

## Giuristi(2)
- Cristoforo Castiglione, giurista italiano (Milano, n. 1345 - Pavia, † 1425)
- Cristoforo Nicelli, giurista italiano (Piacenza, n. 1389 - Torino, † 1482)

## Imperatori(1)
- Cristoforo Lecapeno, imperatore bizantino († 931)

## Imprenditori(2)
- Cristoforo Benigno Crespi, imprenditore italiano (Busto Arsizio, n. 1833 - Milano, † 1920)
- Cristoforo Zabata, imprenditore e poeta italiano (Moneglia)

## Incisori(1)
- Cristoforo Dall'Acqua, incisore e disegnatore italiano (Vicenza, n. 1734 - Vicenza, † 1787)

## Ingegneri(2)
- Cristoforo Rocchi, ingegnere e intagliatore italiano (Pavia - Pavia, † 1497)
- Cristoforo Sabbadino, ingegnere italiano (Chioggia, n. 1489 - Venezia, † 1560)

## Intarsiatori(1)
- Cristoforo da Venezia, intarsiatore italiano (Cremona - Cremona, † 1550)

## Ittiologi(1)
- Cristoforo Bellotti, ittiologo, paleontologo e filantropo italiano (Milano, n. 1823 - Milano, † 1919)

## Librettisti(1)
- Cristoforo Ivanovich, librettista, poeta e storico italiano (Budua, n. 1620 - Venezia, † 1688)

## Magistrati(1)
- Cristoforo Genna, magistrato e politico italiano (Trapani, n. 1936 - Trapani, † 2011)

## Matematici(1)
- Cristoforo Alasia, matematico italiano (Sassari, n. 1869 - Albenga, † 1918)

## Militari(5)
- Cristoforo d'Assia-Kassel, ufficiale tedesco (Francoforte sul Meno, n. 1901 - Appennini, † 1943)
- Cristoforo Baseggio, militare italiano (Milano, n. 1869 - Pollone, † 1959)
- Cristoforo Castiglione, militare e cavaliere medievale italiano (Casatico, n. 1456 - † 1499)
- Cristoforo Ferrari, militare e politico italiano (Monterosso al Mare, n. 1880 - Monterosso al Mare, † 1949)
- Cristoforo I Torelli, militare italiano (Guastalla - Montechiarugolo, † 1460)

## Miniatori(4)
- Cristoforo Cortese, miniatore e pittore italiano (Venezia)
- Cristoforo Majorana, miniatore italiano
- Cristoforo Orimina, miniaturista italiano (Napoli)
- Cristoforo de Predis, miniaturista italiano (Milano, n. 1440 - Milano, † 1486)

## Navigatori(1)
- Cristoforo Colombo, navigatore e esploratore italiano (Genova, n. 1451 - Valladolid, † 1506)

## Nobili(7)
- Cristoforo Castiglione, nobile e militare italiano († 1605)
- Cristoforo di Schleswig-Holstein, nobile tedesco (Güby, n. 1949 - † 2023)
- Cristoforo I di Baden, nobile tedesco (Baden-Baden, n. 1453 - Baden-Baden, † 1527)
- Cristoforo di Bagnolo, nobile italiano
- Cristoforo da Tolentino, nobile e condottiero italiano (Tolentino - Treviso, † 1462)
- Cristoforo Mazara, nobile e politico italiano (Sulmona, n. 1809 - Sulmona, † 1879)
- Cristoforo II di Baden-Rodemachern, nobile tedesco (Baden-Baden, n. 1537 - Rodemachern, † 1575)

## Partigiani(1)
- Cristoforo Bendazzi, partigiano italiano (Alfonsine, n. 1924 - fiume Brenta, † 1945)

## Pittori(28)
- Cristoforo Ambrogini, pittore italiano
- Cristoforo Augusta, pittore italiano (Casalmaggiore - Cremona)
- Cristoforo Baschenis il Giovane, pittore italiano (Averara, n. 1561 - † 1626)
- Cristoforo Baschenis il Vecchio, pittore italiano (Averara, n. 1520)
- Cristoforo I Baschenis, pittore italiano
- Cristoforo di Bindoccio, pittore italiano
- Cristoforo Canozzi, pittore italiano (Lendinara)
- Cristoforo Caselli, pittore italiano (Parma - Parma, † 1521)
- Cristoforo Casolani, pittore italiano (Roma - Roma)
- Cristoforo Ciocca, pittore italiano (n. 1462 - † 1542)
- Cristoforo da Seregno, pittore italiano (Seregno - Lugano)
- Cristoforo da Bologna, pittore italiano
- Cristoforo De Amicis, pittore e decoratore italiano (Alessandria, n. 1902 - Milano, † 1987)
- Cristoforo Diana, pittore italiano (San Vito al Tagliamento, n. 1553 - San Vito al Tagliamento, † 1636)
- Cristoforo Ferrari de' Giuchis, pittore italiano (Caravaggio - † 1506)
- Cristoforo Gherardi, pittore italiano (Sansepolcro, n. 1508 - Sansepolcro, † 1556)
- Cristoforo Greppi, pittore italiano (Como)
- Cristoforo Martinolio, pittore italiano (Roccapietra)
- Cristoforo de' Moretti, pittore italiano (Cremona)
- Cristoforo Munari, pittore italiano (Reggio Emilia, n. 1667 - Pisa, † 1720)
- Cristoforo Roncalli, pittore italiano (Pomarance - Roma, † 1626)
- Cristoforo Rosa, pittore italiano (Brescia - Brescia, † 1577)
- Cristoforo Santanna, pittore italiano (Marano Marchesato, n. 1735 - Rende, † 1805)
- Cristoforo Scacco di Verona, pittore italiano
- Cristoforo Serra, pittore italiano (n. 1600 - † 1689)
- Cristoforo Terzi, pittore italiano (Bologna, n. 1692 - Bologna, † 1743)
- Cristoforo Unterperger, pittore italiano (Cavalese, n. 1732 - Roma, † 1798)
- Cristoforo Zavattari, pittore italiano (Milano - Milano)

## Poeti(3)
- Cristoforo Busetti, poeta italiano (Rallo - Trento)
- Cristoforo di Mitilene, poeta bizantino
- Cristoforo Fiorentino, poeta italiano (Firenze)

## Politici(8)
- Cristoforo Canal, politico italiano (Venezia, n. 1562 - † 1602)
- Cristoforo Ferretti, politico e militare italiano (Ancona, n. 1784 - Tremezzo, † 1869)
- Cristoforo Filetti, politico e avvocato italiano (Aci Catena, n. 1914 - Acireale, † 2005)
- Cristoforo Mameli, politico, avvocato e funzionario italiano (Lanusei, n. 1795 - Roma, † 1872)
- Cristoforo Moia, politico italiano (Alessandria, n. 1811 - Alessandria, † 1858)
- Cristoforo Negri, politico e scrittore italiano (Milano, n. 1809 - Firenze, † 1896)
- Cristoforo Pezzini, politico italiano (Iglesias, n. 1892 - Bergamo, † 1987)
- Cristoforo Tomati, politico italiano (Genova, n. 1810 - Genova, † 1878)

## Presbiteri(6)
- Cristoforo Bonavino, presbitero, filosofo e teologo italiano (Pegli, n. 1821 - Genova, † 1895)
- Cristoforo di Santa Caterina, presbitero spagnolo (Mérida, n. 1638 - Cordova, † 1690)
- Cristoforo di Romagna, presbitero italiano (Cahors, † 1272)
- Cristoforo da Milano, presbitero italiano (Taggia, † 1484)
- Cristoforo Grisanti, presbitero italiano (Isnello, n. 1835 - † 1911)
- Cristoforo Macassoli, presbitero italiano (Milano - Vigevano, † 1485)

## Principi(3)
- Cristoforo di Werle, principe (Pritzwalk, † 1425)
- Cristoforo di Grecia, principe greco (Pavlovsk, n. 1888 - Atene, † 1940)
- Cristoforo di Baden-Durlach, principe tedesco (Durlach, n. 1684 - Karlsruhe, † 1723)

## Santi(1)
- San Cristoforo, santo (Licia)

## Scrittori(4)
- Cristoforo Armeno, scrittore e traduttore italiano (Tabriz)
- Cristoforo Mercati, scrittore, pittore e poeta italiano (Perugia, n. 1908 - Viareggio, † 1977)
- Cristoforo Moscioni Negri, scrittore italiano (Pesaro, n. 1918 - San Marino, † 2000)
- Cristoforo Scanello, scrittore, storico e poeta italiano (Forlì)

## Scultori(7)
- Cristoforo di Geremia, scultore e medaglista italiano (Mantova - Roma)
- Cristoforo Lombardo, scultore e architetto italiano (Milano, † 1555)
- Cristoforo Mantegazza, scultore italiano (Pavia - † 1479)
- Cristoforo Marzaroli, scultore italiano (Salsomaggiore, n. 1836 - Parma, † 1871)
- Cristoforo Milanti, scultore e stuccatore italiano (Trapani)
- Cristoforo Solari, scultore e architetto italiano (Milano, n. 1468 - † 1524)
- Cristoforo Stati, scultore italiano (Bracciano, n. 1556 - Roma, † 1619)

## Sovrani(3)
- Cristoforo di Baviera, re (Neumarkt in der Oberpfalz, n. 1418 - Helsingborg, † 1448)
- Cristoforo I di Danimarca, re (n. 1219 - † 1259)
- Cristoforo II di Danimarca, re (n. 1276 - Sorø, † 1332)

## Storici(1)
- Cristoforo da Soldo, storico italiano (Brescia - Brescia, † 1470)

## Teologi(1)
- Cristoforo Marcello, teologo e vescovo cattolico italiano (Venezia, n. 1480 - Gaeta, † 1527)

## Umanisti(1)
- Cristoforo Landino, umanista, poeta e filosofo italiano (Firenze, n. 1424 - Pratovecchio, † 1498)

## Vescovi(1)
- Cristoforo Damiata, vescovo bizantino (Damietta, n. 781 - † 827)

## Vescovi cattolici(9)
- Cristoforo Boscari, vescovo cattolico italiano (Roma, † 1444)
- Cristoforo Caetani, vescovo cattolico italiano (Anagni, n. 1586 - Foligno, † 1642)
- Cristoforo Giarda, vescovo cattolico italiano (Vespolate, n. 1595 - Monterosi, † 1649)
- Cristoforo Magnanini, vescovo cattolico italiano († 1520)
- Cristoforo Palmieri, vescovo cattolico italiano (Bitonto, n. 1939)
- Cristoforo Palmieri, vescovo cattolico italiano (Siena - Pitigliano, † 1739)
- Cristoforo Sizzo de Noris, vescovo cattolico austriaco (Trento, n. 1706 - Trento, † 1776)
- Cristoforo Arduino Terzi, vescovo cattolico italiano (Capradosso, n. 1884 - Rieti, † 1971)
- Cristoforo Tolomei, vescovo cattolico italiano (Siena - Sorano, † 1638)

## Vescovi ortodossi(1)
- Cristoforo II di Alessandria, vescovo ortodosso greco (Maidos, n. 1876 - † 1967)

## Violinisti(1)
- Cristoforo Babbi, violinista e compositore italiano (Cesena, n. 1745 - Dresda, † 1814)

## Senza attività specificata(4)
- Cristoforo di Württemberg, duca tedesco (Bad Urach, n. 1515 - Stoccarda, † 1568)
- Cristoforo di Oldenburg, conte danese (Rastede, † 1566)
- Cristoforo Piancone, ex brigatista e criminale italiano (Grenoble, n. 1950)
- Cristoforo II Torelli, conte (Montechiarugolo - Coenzo, † 1543)